# 私たち、翔びます!
私たち、翔びます!（わたしたちとびます）は、東海ラジオ放送などで放送されていたアニラジである。朝日新聞のラジオ欄にはトビマス!と表記されていた。スポンサーは、ユーメックスと日本ナレーション演技研究所。
パーソナリティは、当時日本ナレーション演技研究所在籍中だった田村ゆかりと濱百合亜。テーマソングの『WE CAN FLY』も2人が歌っている。

## パーソナリティ
- 田村ゆかり
- 濱百合亜

## 主なコーナー
リーディング
田村ゆかりが詩などを朗読するコーナー。
翔んでる情報
ユーメックスのCDやビデオのリリース情報。

## 放送局・放送時間
- 東海ラジオ：月曜24:00〜24:30（1997年4月7日〜1998年3月30日・1997年3月31日にスペシャル版が放送されたようである）
  - 当番組終了から数年を経て、東海ラジオはいずれも田村がパーソナリティーを務めたぴたぴたエンジェル♪、ぴたぴたエンジェル♪A、G.A.だにょ、エンジェルLOVEと続いたギャラクシーエンジェル関連のラジオ番組や田村ゆかりのいたずら黒うさぎをネット局として放送した。
- FM-FUJI：日曜22:00〜22:30（1997年4月6日〜1998年3月29日）